# Teorie architektury
Teorie architektury je intelektuální snaha, jejímž cílem je systematicky definovat architekturu, její systém, její vztahy s okolním světem, tj. lidmi, kulturou, uměním, vědou, technikou, hospodářstvím i např. politikou.

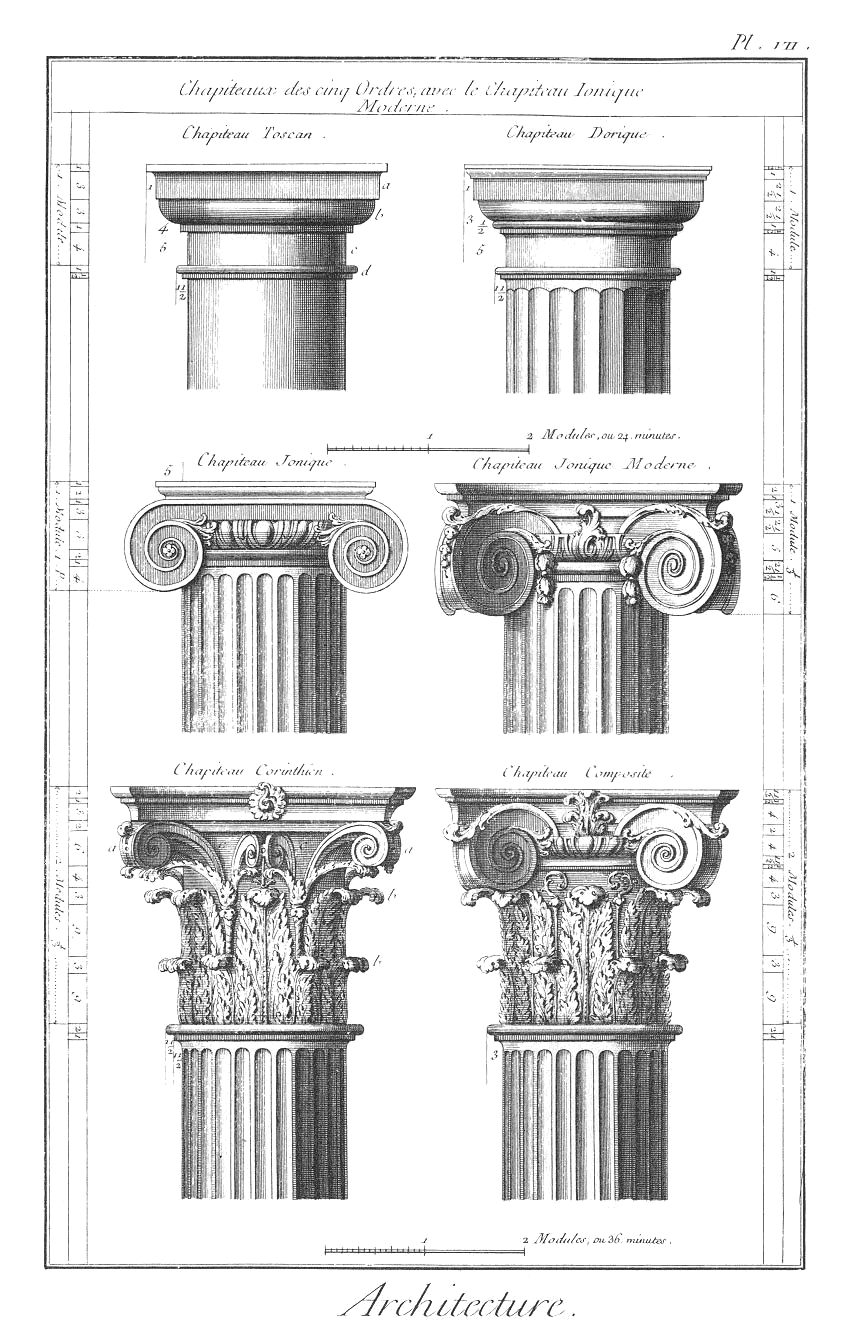
Klasické sloupové řády tvořily po mnoho století nedílnou součást teorie architektury

Důležitý je vztah architektonické teorie a praxe. Názory na tento vztah jsou v různých teoriích různé od tvrzení, že teorie je předpis pro praxi (realita vzniká podle teorie) až po názor, že teorie je pouhá reflexe praxe (nemá tudíž na praxi žádný vliv, protože vzniká až "po" praxi).
Důležitost teorie architektury vzrostla především v druhé polovině 20. století, kdy se s odchodem modernismu architektonická scéna rozpadá do mnoha směrů a stylů, z nichž každý si hledá své teoretické ukotvení a obhájení. Nikdy neexistovala jediná teorie architektury, vždy se vyskytovaly různé souběžné i konkurenční teorie architektury. V druhé polovině 20. stol. však jejich počet výrazně vzrostl. Téměř však ustala snaha hledat onu jedinou, všeobsáhlou teorii architektury.

## Pojem teorie architektury
Teorie architektury se úzce váže na obor architektury, kromě samotných textů architektů se architektonická teorie provozuje nejčastěji v akademickém prostředí. Od svého počátku až do dnešní doby vyprodukovala neuvěřitelné množství prací, studií, pojednání a manifestů. Přesto minimálně až do konce 19. stol. projevovala neuvěřitelně velkou kontinuitu historického vývoje. Ve svém původním, klasickém významu se architektonická teorie dotýkala mnoha estetických, sociálních a praktických problémů sahajících od zásad proporcí, použití sloupových řádů až ke zvyklostem, které určovaly jednotlivé stavební typy, rozvržení zastavěného pozemku, uspořádání interiéru stavby a technologické záležitosti jako typ a metoda konstrukce, výběr materiálů, jejich příprava a zpracování.
S prolomením této tradice ve 20. stol. a vzrůstající technickou specializací, teorie architektury omezila své instrukce pro praxi, méně se zaměřovala na „jak něco udělat“ a více se soustředila na otázky typu: proč je architektura ve shodě s nějakými normami či se od nich vzdaluje. Poněkud omezený dosah teoretických záležitostí diskutovaných před 20. stol. tak ustoupil množství soupeřících ideologií. Konec modernistické teorie v posledních desetiletích 20. stol. jen dále akceleroval tento trend.
Nicméně architektonická teorie se přes svou různorodost a často i záměrnou novost prezentuje především jako historická záležitost, která se neustále vrací k důvěrným myšlenkám, diskusním tématům a způsobům vyjadřování.
V běžné řeči (a často i v odborných textech) se nerozlišuje mezi teorií architektury a filosofií architektury. V teorii architektury je však vždy nějak přítomen nárok na vliv na skutečnost, na tvorbu architektů.

## Citáty
| „ | Obsahem teorie architektury je v nejširším pojetí definice zákonitostí vzniku, vývoje a působení architektury. Vzhledem k mnohostranným vazbám architektury na život společnosti i jedince jde přitom o zákonitosti vztahů architektury k životním pochodům, hospodářství, technice, kultuře, vědě a umění, ideologií a politice. | “ |
| — | |   |

| „ | Teorie architektury je každý celkový nebo částečný, písemně zachycený systém architektury, který se opírá o estetické kategorie. | “ |
| — | |   |

| „ | Dnešní architekti potřebují teorii, protože se už nemohou opírat o tradici. V minulosti architekt pracoval vždy v rámci tradice, která mu říkala, co dělat a jak to dělat. V moderní době už tato opora neexistuje. Proto musíme své téma promýšlet. | “ |
| — | |   |

## Někteří teoretici architektury
| Historičtí autoři - Vitruvius - Andrea Palladio - Sebastiano Serlio - John Ruskin - Horatio Greenough - Eugène Viollet-le-Duc - Karl Friedrich Schinkel - Gottfried Semper - Hans Auer - Paul Sédille - Constantin Lipsius - Richard Streiter - Hermann Muthesius | Moderní a současní autoři - Christopher Alexander - Stan Allen - Leonardo Benevolo - Lúcio Costa - Peter Eisenman - Kenneth Frampton - Ebenezer Howard - Charles Jencks - Jeff Kipnis - Rem Koolhaas - Leon Krier - Sanford Kwinter - Le Corbusier - Daniel Libeskind - Adolf Loos | - Christian Norberg-Schulz - Juhani Pallasmaa - William Pereira - Demetri Porphyrios - Steen Eiler Rasmussen - Aldo Rossi - Colin Rowe - Nikos Salingaros - Bernard Tschumi - Raymond Unwin - Robert Venturi - Dalibor Veselý - Anthony Vidler - Otto Wagner - Mark Wigley - Bruno Zevi |